# I Remember Me (album)
I Remember Me è il secondo album della cantante R&B statunitense Jennifer Hudson, pubblicato il 22 marzo 2011 dall'etichetta discografica Arista Records.
Il disco è stato anticipato dal singolo Where You At, mentre successivamente sono stati estratti anche i brani I Remember Me, che ha dato il titolo all'album, e No One Gonna Love You.
È stato prodotto da Ne-Yo, Swizz Beatz, Stargate, Harvey Mason, Jr., Rich Harrison e Ryan Tedder e contiene, nell'edizione standard, dodici tracce. È stata pubblicata anche un'edizione deluxe contenente alcune tracce in più e un DVD con contenuti speciali.

## Tracce
CD (Arista 88697 60819 2 (Sony) [us] / EAN 0886976081928)
1. No One Gonna Love You – 3:48 (Rich Harrison)
2. I Got This – 3:22 (Tor Erik Hermansen, Mikkel S. Erikssen, Cristyle Johnson, Mats Lie Skare)
3. Where You At – 3:49 (Robert Kelly)
4. Angel – 3:30 (Alicia Keys)
5. I Remember Me – 3:34 (Ryan Tedder)
6. Gone – 3:38 (Jamal Jones, Chauncey Hollis, Esther Dean)
7. Everybody Needs Love – 3:14 (Alicia Keys, Kasseem Dean)
8. Why Is It So Hard – 3:47 (Charles Harmon, Shaffer Smith)
9. Don't Look Down – 3:24 (Salaam Remi, Alicia Keys)
10. Still Here – 3:41 (Diane Warren)
11. Feeling Good – 2:16 (Bricusse Newley)
12. Believe – 4:58 (Bricusse Newley)

CD (Arista 88697862502 (Sony) / EAN 0886978625021)
1. No One Gonna Love You – 3:48 (Rich Harrison)
2. I Got This – 3:22 (Tor Erik Hermansen, Mikkel S. Erikssen, Cristyle Johnson, Mats Lie Skare)
3. Where You At – 3:49 (Robert Kelly)
4. Angel – 3:30 (Alicia Keys)
5. I Remember Me – 3:34 (Ryan Tedder)
6. Gone – 3:38 (Jamal Jones, Chauncey Hollis, Esther Dean)
7. Everybody Needs Love – 3:14 (Alicia Keys, Kasseem Dean)
8. Why Is It So Hard – 3:47 (Charles Harmon, Shaffer Smith)
9. Don't Look Down – 3:24 (Salaam Remi, Alicia Keys)
10. Still Here – 3:41 (Diane Warren)
11. Feeling Good – 2:16 (Bricusse Newley)
12. Believe – 4:58 (Bricusse Newley)
13. Where You At – 5:22 (Robert Kelly) – (Dave Audé Remix)
14. The Star-Spangled Banner – 2:28 – (Live)
15. What You Think – 3:31 (Andre Harris, Dave Young) – (Live)
16. Spotlight – 4:10 (Tor Erik Hermansen, Mikkel S. Eriksen, Shaffer Smith)
17. Love Is Your Color – 3:41 (Salaam Remi, Claude Kelly) – (feat. Leona Lewis)

DVD
1. The Making Of "I Remember Me"
2. In the studio with Jennifer
3. Jennifer discusses the music
4. Album cover photo shoot

## Classifiche
| Classifica (2011) | Posizione raggiunta |
| ----------------- | ------------------- |
| Stati Uniti       | 2                   |
| Regno Unito       | 20                  |
| Australia         | 26                  |
| Svizzera          | 57                  |